# Gary Neville

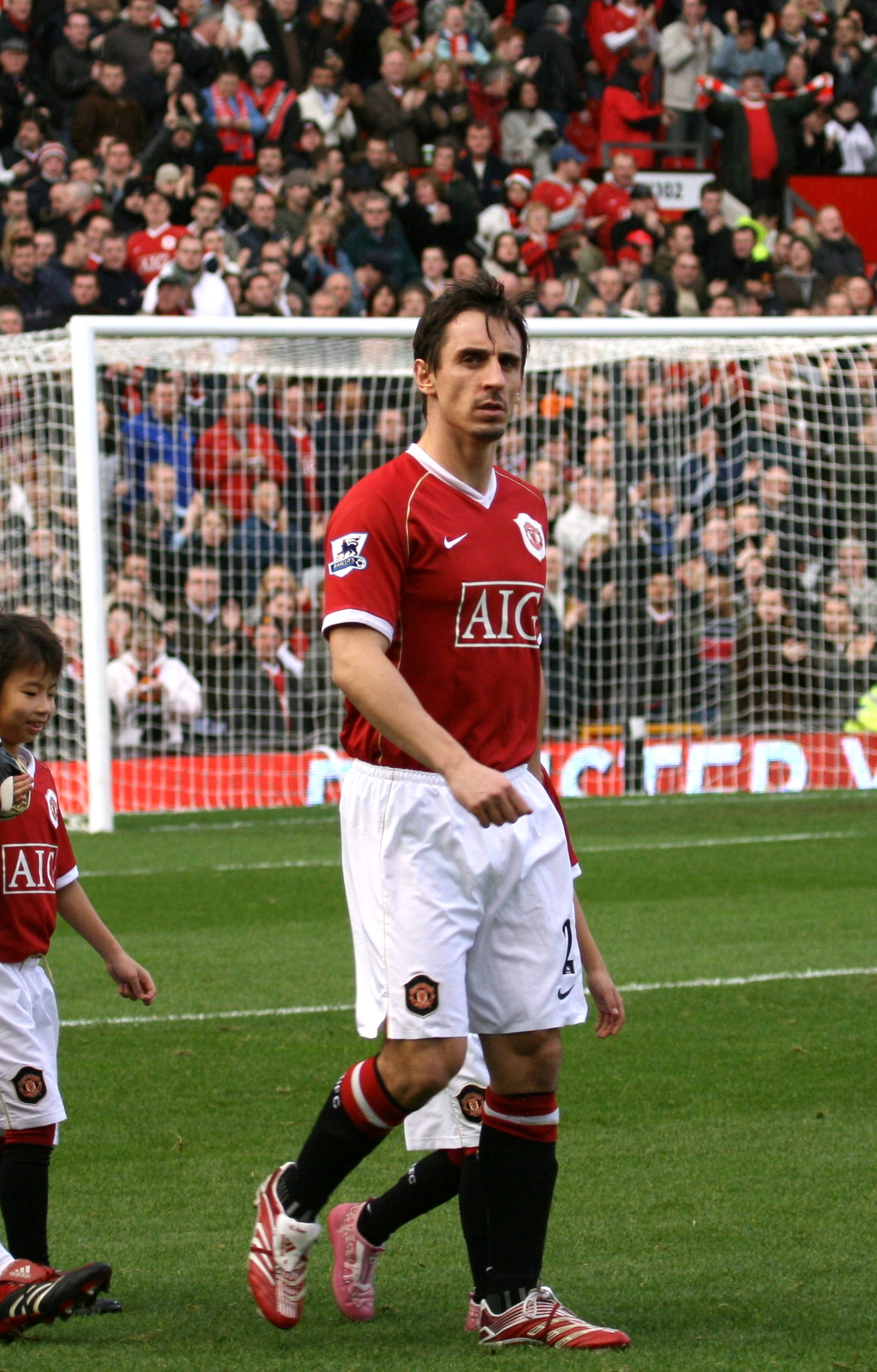
Gary Neville i Manchester United 2006.

Gary Alexander Neville, född 18 februari 1975 i Bury, Greater Manchester, är en engelsk fotbollstränare och tidigare fotbollsspelare (högerback), som under hela sin karriär spelade för Manchester United i Premier League. Han var även lagkapten 2005–2009.
Gary Neville debuterade för Englands landslag 1995 och är i dag den högerback som spelat flest landskamper för England.
Den 2 februari 2011 meddelade Neville att han slutade spela fotboll med omedelbar verkan. Året efter blev han assisterande förbundskapten till Roy Hodgson i Englands landslag.
Den 2 december 2015 blev han tränare för spanska laget Valencia under en kort sejour. Den 30 mars 2016 fick han sparken, efter bara fyra månader i klubben. Efter EM 2016 gick hans kontrakt med Englands landslag ut och förnyades inte.
Numera medverkar Neville i tv på Sky Sports som expert och kommentator.

## Meriter
Gary Neville har vunnit Premier League åtta gånger med Manchester United, FA-cupen tre gånger, Engelska ligacupen en gång, FA Community Shield tre gånger och UEFA Champions League två gånger.

## Släktskap
Gary är äldre bror till Philip "Phil" Neville, som också spelade i Manchester United åren 1993-2005. Hans syster Tracey Neville spelar netball för England, hans mor Jill är receptionist för Bury och hans pappa Neville Neville har spelat cricket för Lancashire.